# Bracco italiano
Bracco italiano är en hundras från Italien. Den är en stående fågelhund av braquetyp.

## Historia
Tillsammans med spinone och den spanska stående fågelhunden perdiguero de burgos påminner bracco italiano nära om de antika fågelhundar som beskrivs i äldre kynologisk litteratur. Hundar av den här typen finns avbildade på fresker från renässansen. Furstefamiljerna Medici och Gonzaga bedrev avel med typen.
Bracco italiano finns i två varianter: bianco arancio (vit och orange) och roano marrone (kastanjeskimmel). Den förstnämnda anses äldre och härstammar från Piemonte, den andra härstammar från Lombardiet. Det är inte bara färgerna som skiljer dem åt. Piemonte-varianten är lättare och lämpar sig bättre för kuperad terräng medan Lombardiet-varianten är tyngre är mer anpassad till slättlandet.
Mot slutet av 1800-talet var bracco italiano nära att dö ut. På 1880-talet återuppbyggdes rasen på initiativ av Ferdinando Delor som var en av grundarna av den italienska kennelklubben Ente Nazionale della Cinofilia Italiana (ENCI). Rasen erkändes av ENCI 1949, då även rasstandarden fastställdes och rasklubben bildades. 1989 blev rasen erkänd av Fédération Cynologique Internationale (FCI).

## Egenskaper
Bracco italiano är härdig, lugn lättlärd och lydig. För att få högre utmärkelser på hundutställning måste en bracco italiano ha meriter från jaktprov för stående fågelhund.

## Utseende
Bracco italiano skall vara kraftfullt och harmoniskt byggd. Manken och korset ligger högre än ryggplanet. Huvudet har markerad nackknöl och kraftigt nosparti. I hemlandet kuperas svansen, vilket är förbjudet i Sverige.